# Dasychoproctis
Dasychoproctis este un gen de molii din familia Lymantriinae.